# Ахмет Атаєв
Ахмет Атаєв (туркм. Ahmet Ataýew; 19 вересня 1990, Ашгабат, Туркменська РСР) — туркменський футболіст, опорний півзахисник клубу «Персела» (Ламонган) і національної збірної Туркменістану.

## Кар'єра
Почав займатися футболом з 6 років. Перший тренер Атамурад Джумамурадов в ДЮСШ села Багір (Ахалський велаят).

### Клубна
З 2007 по 2010 рік виступав за ашхабадский «Талип спорти».
Першу половину сезону 2011 року провів у футбольному клубі «Ашгабат», а другу — в ашгабадському МТТУ, у складі якого в 2011 році вперше виграв Кубок Туркменістану, а в 2013 році вперше став чемпіоном Туркменістану.
З 2014 року став виступати за ашгабадський «Алтин Асир». У складі якого в 2014, 2015 і 2016 році виграв звання чемпіона Туркменістану, і Кубок і Суперкубок Туркменістану 2015 та 2016 років. Крім того за сезон забивши 11 голів по закінченні сезону 2015 був визнаний найкращим гравцем чемпіонату Туркменістану, а також увійшов до топ-10 спортсменів 2015 року в Туркменістані. Певний час був капітаном команди
2017 року Атаєв відправився в Індонезію, де виступав спочатку за клуб «Арема», а потім «Персела» (Ламонган).

### У збірній
Викликався в олімпійську збірну Туркменістану, на відбіркові матчі Олімпіади-2012 у Лондоні.
За національну збірну дебютував у 2012 році в товариському матчі проти Румунії. З 2015 року є капітаном збірної Туркменістану.
У грудні 2018 року був включений в заявку на Кубок Азії 2019 року. 9 січня у першому матчі групового етапу проти Японії відзначився голом на 79 хвилині гри, забивши пенальті, але у підсумку його збірна Туркменістану поступилася 2:3.

## Досягнення
Збірна Туркменістану
- Фіналіст Кубка виклику АФК: 2012.

МТТУ
- Кубок Туркменістану: 2011
- Чемпіон Туркменістану: 2013

Алтин Асир
- Чемпіон Туркменістану: 2014, 2015, 2016, 2020, 2021
- Кубок Туркменістану: 2015, 2016, 2020
- Суперкубок Туркменістану: 2015, 2016, 2020, 2021

### Особисті
- Найкращий гравець чемпіонату Туркменістану 2015